# Harald Siegmund
Harald Siegmund (Brassó, 1930. március 19. – München, 2012. november 22.) erdélyi szász származású író és evangélikus lelkész. A brassói íróperben elítélték, szabadulása után a Temesvári Állami Német Színháznál dolgozott, majd 1972-ben Münchenbe költözött.

## Élete
Kolozsváron teológiát tanult, majd pappá szentelték. 1959-ben, a brassói íróper néven elhíresült koncepciós perben a román kommunista hatalom négy másik társával együtt elítélte a „társadalmi rend megdöntésére irányuló agitáció” miatt. Harald Siegmundot Der Jahresring (Évgyűrű) szonettciklusának apolitikus – ennélfogva „politikailag veszélyes” – volta miatt tíz évi kényszermunkára ítélték. A börtönben Nicolae Steinhardt cellatársa volt, Steinhardt visszaemlékezése szerint büszke, bátor, és nemes ember volt.
Néhány évvel később viszonylagos enyhülés következett a kommunista Romániában, és számos politikai foglyot szabadon engedtek. Harald Siegmund 1962 októberében szabadult és 1968-ban rehabilitálták. Szabadulása után Temesvárra költözött, 1968–1972 között az Állami Német Színház irodalmi titkára volt, majd Münchenbe emigrált. Nyugdíjazásáig a müncheni Szent Lukács-templom lelkésze volt. Lelkészként szorgalmazta, hogy a saját templommal nem rendelkező müncheni ortodox románok a Szent Lukács-templomban tarthassák az istentiszteleteiket.